# استراتيجية كازاخستان 2050

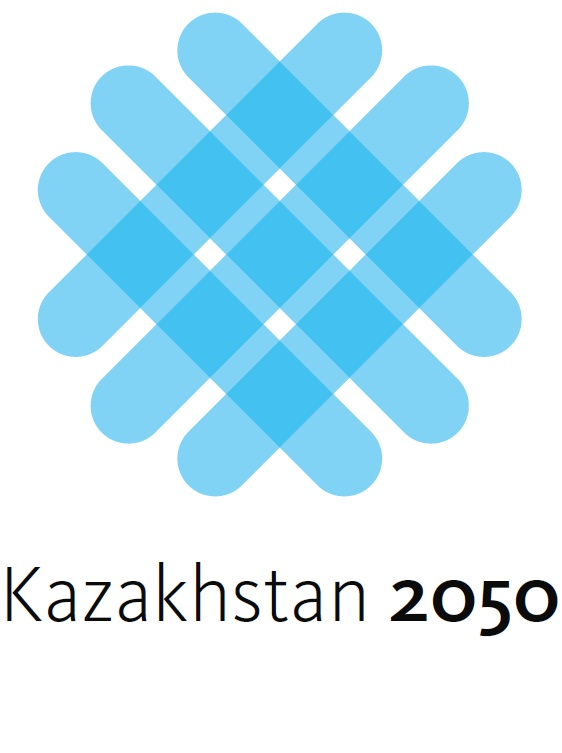
ِِِشعار لخطة إستراتيجية كازاخستان 2050.

كازاخستان2050 أستانا في 23 فبراير بدأت كازاخستان حساب الفترة الأحدث من تاريخها السيادي وقد حدد الرئيس الكازاخستاني نورسلطان نزارباييف الملامح الرئيسية والمهام المحددة لطريق كازاخستان نحو الانضمام إلى عداد الرواد الـ30 للتنمية العالمية في خطابه خلال شهر يناير 2013.
وخلال العقدين الماضيين قطعت كازاخستان طريق الإصلاحات الصعب ولكن المثمر..وقد تأسست دولة ديناميكية وواعدة واليوم مثال كازاخستان هام للعديد من الأسواق الناشئة في آسيا وأوروبا والعالم بأسره ففي الفترة الأصعب من الأزمة العالمية حافظ اقتصاد كازاخستان على تطوره الإيجابي.
وفي بداية تسعينات القرن الماضي لم تكن كازاخستان مدرجة في أي ترتيب عالمي.. فعليا كان التصنيف الدولي لكازاخستان يعادل الصفر.
وفي عام 2006 عندما وضع رئيس كازاخستان مهمة الدخول إلى «مجموعة الخمسين» لبلدان العالم الأكثر تنافسية شكك كثيرون داخل البلد وخارجه في هذه الخطوة..ولكن الحقيقة تبقى حقيقة: في غضون سبع سنوات حققت كازاخستان هذه المهمة وذلك في عام 2013 أصبحت الدولة الخمسين على مؤشر التنافسية العالمية.
وفي ترتيب سهولة ممارسة أنشطة الأعمال للمنتدى الاقتصادي العالمي تشغل كازاخستان المرتبة الـ49 ..وكازاخستان رائدة في منطقة آسيا الوسطى في العديد من جوانب مناخ الأعمال «واحد من أدنى معدلات ضرائب الأعمال في العالم: الضريبة على أرباح الشركات 20 في المائة وضريبة القيمة المضافة 12 في المائة».
كما أصبحت كازاخستان نقطة جذب إقليمية للاستثمارات فخلال الفترة من 2005 إلى 2012 بلغ حجم الاستثمارات الأجنبية المجتذبة 160 مليار دولار أمريكي.. وخلال 15 عاما تضاعف الناتج المحلي الإجمالي لكازاخستان أكثر من 16 مرة.
ومنذ عام 1999 بلغ معدل النمو السنوي للناتج المحلي الإجمالي لكازاخستان / 6 ر7 / في المائة متجاوزا بذلك البلدان النامية المتقدمة.. ونما الناتج المحلي الإجمالي للفرد أكثر من سبع مرات - من ألف و/ 500 / دولار خلال عام 1998 إلى / 12 / ألف دولار في عام 2012 .
وفي عام 2050 سينمو خمس مرات مؤشر حجم الناتج المحلي الإجمالي للفرد - من / 12 / ألفا إلى / 60 / ألف دولار.
وتشغل كازاخستان اليوم المرتبة العاشرة في العالم في احتياطي النفط «30 مليار برميل».. وخلال/ 15 / عاما تضاعف إنتاج النفط ثلاث مرات وإنتاج الغاز الطبيعي خمس مرات.
ويتم توجيه العائدات من الموارد الطبيعية إلى الصندوق الوطني الذي يمثل درعا موثوقا به لـ / 17 / مليون كازاخستاني من الصدمات الاقتصادية والمالية المحتملة والضمانة لأمن للأجيال الحالية والمستقبلية..وفي الوقت الحالي يبلغ إجمالي الاحتياطيات الدولية للبلد حوالي / 100 / مليار دولار.
وحققت كازاخستان نموا في التجارة الخارجية بـ/ 12 / مرة وحجم الإنتاج الصناعي بـ/ 20 / مرة.. وتم في كازاخستان وضع مهام تحديثية دقيقة يجري تنفيذها تتمثل قبل كل شيء في التنمية الصناعية القسرية للاقتصاد.
وفي إطار البرنامج ذي الصلة خلال أربع سنوات انضمت / 780 / شركة صناعية جديدة وخلقت / 160 / ألف وظيفة..وسيتم في هذا العام تشغيل / 130 / شركة أخرى.
ومن شأن التنفيذ الكامل للبرنامج أن يمكن من تأسيس في كازاخستان / 950 / شركة مع / 250 / ألف وظيفة جديدة بقيمة إجمالية تبلغ / 70 / مليار دولار أمريكى..وتنفذ هذه الخطة بشكل دقيق وتوفر لذلك الأموال والموارد.
وبالنتيجة سيظهر في كازاخستان أكثر من / 250 / نوعا من المنتجات الجديدة.. واليوم يجري تصدير المنتجات الكازاخستانية الجاهزة إلى / 111 / دولة.
وكانت كازاخستان الأولى من بين بلدان رابطة الدول المستقلة في اعتماد إستراتيجية تطوير «الاقتصاد الأخضر».
ويجري تطوير مجموعات ابتكارية مثل المعالجة العميقة لخامات النفط والغاز والصناعات الكيماوية والإنتاج الزراعي وصناعة السيارات والطائرات وإنتاج القاطرات والعربات والإلكترونيات والكثير غيرها.
واليوم تمتلك كازاخستان أضخم إمكانات اقتصادية في آسيا الوسطى بأكملها..وتتجاوز هذه الإمكانات بمرتين الحجم الإجمالي لاقتصاد قيرغيزستان وأوزبكستان وطاجيكستان وتركمانستان.
ومع ذلك يمثل دخول كازاخستان إلى عداد البلدان الـ/ 30 / الأكثر تقدما في العالم مهمة بالغة التعقيد فالعقود القادمة تخفي الكثير من التحديات والكثير من الحالات غير المتوقعة وأزمات جديدة في الأسواق العالمية وفي السياسة العالمية.
وخلال تقديمه للإستراتيجية الجديدة «طريق كازاخستان - 2050» أشار الرئيس الكازاخستاني نورسلطان نزارباييف إلى أنه لن يكون هناك «نزهة سهلة» في القرن الحادي والعشرين.
ومنتصف القرن قريب وفقه تقيس دول العالم المتقدمة إستراتيجياتها المحددة.
وبالتأكيد سيكون الثلث الثاني من القرن الحادي والعشرين أكثر صعوبة وعدد الطامحين إلى الدخول ضمن القائمة العالمية «أفضل 30» محدود للغاية.
وحاليا تظهر الدول الأعضاء في منظمة التعاون الاقتصادي والتنمية المؤشرات الأساسية للتنمية..وتضم هذه المنظمة / 34 / بلدا تنتج أكثر من / 60 / في المائة من الناتج المحلي الإجمالي العالمي.
وكذلك هناك ستة بلدان مرشحة للانضمام إلى منظمة التعاون الاقتصادي والتنمية هي البرازيل والصين والهند واندونيسيا وروسيا وجنوب أفريقيا..فيما اجتازت البلدان الأعضاء كافة طريق التحديث العميق ولديها معدلات عالية من الاستثمار وبحوث علمية وإنتاجية عمل وتطوير للأعمال ومستويات معيشة السكان.
وتعد مؤشرات دول منظمة التعاون الاقتصادي والتنمية فيما يتعلق بديناميكيتها المستقبلية على المدى الطويل هي أيضا المبادئ التوجيهية الأساسية لطريق كازاخستان إلى مجموعة البلدان الـ/ 30 / الأكثر تقدما في العالم.
واليوم تمتلك كازاخستان مجموعة كبيرة من الإمكانات الموضوعية التي تشكل مزاياها التنافسية والتي ينبغي تجسيدها في ممارسة تحقيق أهداف «كازاخستان - 2050»..وموقع جغرافي مؤات عند تقاطع اثنين من أكبر الاقتصادات في العالم - روسيا واقتصاد الصين.
وفي سبعينات القرن الماضي لم يكن لأحد أن يتصور أنه خلال / 40 / عاما ستصبح الصين ثاني أكبر اقتصاد في العالم ولم يكن لأحد أن يتوقع انهيار الاتحاد السوفييتي..واليوم الأمر مماثل وقد تكون الصورة الحقيقية للعالم في المستقبل مختلفة كليا.
وتبين تجربة معظم البلدان المتقدمة أن الانتقال إلى اقتصاد قائم على المعرفة يوفر في الوقت نفسه المرونة والديناميكية والاستدامة للنمو الاقتصادي وازدهار البلد ككل..لذلك سيستند دخول كازاخستان إلى مجموعة البلدان الـ/ 30 / الأكثر تطورا في العالم على إقامة اقتصاد قائم على المعرفة.
وسيجري دخول كازاخستان إلى الدخول ضمن القائمة العالمية «أفضل 30» على مرحلتين.. في المرحلة الأولى حتى عام 2030 تتشكل لدى كازاخستان «نافذة فرص» تنفتح بشكل رئيسي نتيجة لتعاظم الحاجة العالمية للموارد والطاقة والغذاء.
ووفقا لتقديرات الخبراء فإن تأثير الاتجاهات العالمية خلال الأعوام / 15- 20 / القادمة سيكون مواتيا لكازاخستان..فيما ينتظر كازاخستان خلال هذه الفترة أن تتغلغل في عملية هذا الطلب المتزايد مستفيدة من ميزاتها التنافسية.
وفي هذا الوقت سيكون على كازاخستان أن تقوم بما قامت به البلدان المتقدمة خلال فترة الازدهار الصناعي في القرن الماضي.. ومثل هذا الطريق سلكته دولة الإمارات العربية المتحدة وكوريا الجنوبية وسنغافورة وفي هذه المرحلة ستوفر كازاخستان نموا ديناميكيا للقطاعات التقليدية لاقتصادها وتخلق قطاعا صناعيا تحويليا قويا.
وتقتضي «إستراتيجية - 2050» تطوير حوار واسع وتعاون متبادل المنفعة مع جميع البلدان المهتمة في الصداقة مع كازاخستان.. ويتعلق ذلك في المقام الأول بقضايا التعاون في مجال الاستثمار وتبادل التكنولوجيا واستيراد إلى كازاخستان الابتكارات والخبرة وتوسيع صادرات المنتجات الكازاخستانية.
وتدعو العاصمة أستانة الشركات الأجنبية للاستثمار بشكل فاعل في اقتصاد كازاخستان وفتح صناعاتها وإبرام عقود مربحة في مجالات الإنتاج والمعالجة العميقة للموارد المعدنية والبنية التحتية والإنتاج الزراعي والكثير غيرها.
وفي إطار سياساتها الصناعية ستواصل كازاخستان تهيئة جميع الظروف من أجل أن تعمل الشركات بالنفع لنفسها وللجانب الكازاخستاني.
وستكون المرحلة الثانية حتى عام 2050 أشد صعوبة بكثير من حيث الوضع الخارجي لذلك فإن تنفيذها يعتمد إلى حد كبير على الأساس الاجتماعي والاقتصادي الذي ستضعه كازاخستان في المرحلة الأولى.
وهنا سيتطلب الأمر «اجتياحا» هجومياً للاقتصاد الكازاخستاني إلى عالم التكنولوجيا العالية.
وبهذا التوجهات ستتمكن كازاخستان من تقويم الاعوجاج باتجاه طابع السلع الأساسية للاقتصاد وبلوغ مرتبة عالية في التصنيف العالمي للدول الأكثر تقدما..وسكان كازاخستان واثقون أن الفرصة التاريخية الجديدة لن تضيع.

## وصلات خارجية
http://strategy2050.kz/en/